# Paradoxosisyrinae
Paradoxosisyrinae — вимерла підродина сітчастокрилих комах родини сизирид (Sisyridae), що існувала у крейдовому періоді.

## Історія дослідження
У 2016 році з бірманського бурштину описано вид Paradoxosisyra groehni, який визначено як представника родини сизирид (Sisyridae). На відміну від сучасних сизирид, Paradoxosisyra володила колючосисним ротовим апаратом у вигляді хоботка і на цій підставі його виділено в окрему підродину Paradoxosisyrinae. Сучасні сизириди є активними хижаками, тому вважалося, що ротовий апарат призначений для висмоктування нутрощів інших комах. У 2019 році описано ще чотири види і підродина Paradoxosisyrinae перестала бути монотиповою. Поруч з комахами виявлено пилок, тому науковці вирішили, що хоботок призначений для живлення нектаром. Ймовірно, що Paradoxosisyrinae були спеціалізованою групою сизирид, що пристосувалася до споживання нектаром. Проте їхній хоботок мав примітивну будову — нектар всмоктувався завдяки осмотичному тиску, а не за допомогою м'язів. В підсумку, Paradoxosisyrinae вимерли до кінця крейди, не витримавши конкуренції з метеликами.

## Роди
- Buratina
- Khobotun
- Paradoxosisyra
- Protosiphoniella
- Sidorchukatia